# (22109) Loriehutch
(22109) Loriehutch (2000 PJ22) – planetoida z pasa głównego asteroid okrążająca Słońce w ciągu 3,4 lat w średniej odległości 2,26 j.a. Odkryta 1 sierpnia 2000 roku.